# 2 août dans les chemins de fer
2 juillet 2 septembre
Chronologies thématiques
- Croisades
- Sports
- Disney

Cette page concerne les événements qui se sont déroulés un 2 août dans les chemins de fer.

## Événements

### XIXesiècle
- 1839. France : inauguration de la Ligne de Paris-Saint-Lazare à Versailles-Rive-Droite.
- 1896. France : ouverture de la ligne Carhaix - Rosporden sur le Réseau breton.

### XXesiècle
- 1940. France : reprise partielle du trafic entre la zone libre et la zone occupée, interrompu depuis le 29 juillet de la même année.
- 1999 : en Inde, au Bengale occidental, la collision de deux trains express sur une voie unique fait plus de 400 morts à Gaisal[1].